# Майданкі
Майданкі (пол. Majdanki) — село в Польщі, у гміні Хлевіська Шидловецького повіту Мазовецького воєводства.
Населення — 120 осіб (2011).
У 1975-1998 роках село належало до Радомського воєводства.

## Демографія
Демографічна структура станом на 31 березня 2011 року:
|          | Загалом | Допрацездатний вік | Працездатний вік | Постпрацездатний вік |
| -------- | ------- | ------------------ | ---------------- | -------------------- |
| Чоловіки | 58      | 6                  | 45               | 7                    |
| Жінки    | 62      | 10                 | 34               | 18                   |
| Разом    | 120     | 16                 | 79               | 25                   |